# 戴维·伯科夫
戴维·伯科夫（英語：David Berkoff，1966年11月30日—），美国男子游泳运动员。他曾代表美国参加1988年和1992年夏季奥林匹克运动会游泳比赛，获得二枚金牌、一枚银牌和一枚铜牌。